# 미추 (극단)
극단 미추(美醜)는 연극 배우들이 중심이 되어 1986년에 창단된 연극 극단이다.

## 개요
극단 미추는 1986년 8월 윤문식, 김종엽, 김성녀, 경기소리꾼인 초란이 김영화를 비롯한 30여 명의 단원을 주축으로 연출가 손진책에 의해 창단된 연극 극단이다. 이듬해인 1987년 창단 공연 《지킴이》를 문예회관 대강장 무대에 올린 것을 시작으로 완성도 높은 작품을 선보이며 민족극 정립에 앞장서왔다. 특히 작품선정에 있어서 한가지 주제만을 고집하거나 구애됨이 없이 당시의 사회상과 어우러진 작품으로 대중 속에 파고들었고, 장르면에서도 전통극과 현대극, 뮤지컬에 이르기까지 다양한 영역을 넘나들며 민족적 정서를 다양한 형태의 극으로 표현하기 위한 작업을 계속해 왔다. 이러한 극단 미추의 기본정신은 마당놀이라는 장르를 이 땅의 연극계에 정착시켰을 뿐만 아니라 활발한 해외 활동을 통해 우리의 작품을 유고슬라비아, 헝가리, 중국, 미국 등의 외국에 알렸다.

## 창단
극단 미추는 손진책 대표가 민예극장 대표였던 시절 문을 연 '손진책 연출 연구실'로부터 시작됐다. 손진책은 “당시의 한국적인 연극이라는 것이 너무 형식에 치우치지 않았나 하는 염려가 들었다. 그래서 내가 예술의 전반적인 것과 극단 운영과 레퍼토리 선정 등 모든 것을 책임질 수 있는 전문단체를 만들어야겠다”고 결심한 끝에 윤문식, 김종엽, 경기소리꾼인 초란이 김영화, 정태화, 송용태, 박혜진, 이명수, 이기봉 등과 함께 미추를 탄생시킨다.

### 작명
미추는 김용옥이 지은 이름인데, 김용옥은 “아름다울 미(美)자를 보면, 양자 밑에 큰 대자가 있으며 이는 크고 건강한 양을 바친 제의를 뜻한다. 추(醜)자는 술 주자 옆에 귀신 귀자를 쓰는데, 무당이 술병을 놓고 춤을 추는 모양새로 역시 제의의 표현이다”라는 뜻풀이를 하였다.

### 창단 선언문
우리는 마당을 추구한다.
마당이란 무엇인가?
그곳은 오늘이다. 그곳은 영원한 현재다.
미래와 과거를 융해하는 살아 움직이는 현재다.
우리에게는 오늘의 마당을 무시한
내일과 어제의 마당은 없다.

마당이란 무엇인가?
그것은 여기다.
그것은 여기 우리 삶의 생활공간 속에서 창출되는
새로운 예술의 내용과 형식이다.
그것은 인간의 보편성을 전제로 한
우리의 고유한 삶의 형식이다.
그것은 일체의 권위에 굴종할 수 없는
우리의 독자적인 삶의 과정이다.

마당이란 무엇인가?
그것은 인간의 운명에 안위로서 제공되는 카타르시스가 아니라
운명적 삶의 영원한 개혁이다.
우리에게는 오늘을 개혁하는 오늘이 있을 뿐이다.

마당이란 무엇인가?
그것은 주객이 일체가 되는 영원한 역동성이다.
그것은 전통적 인습을 타파하는 끊임없이 새로운 전통이다.

마당이란 무엇인가?
그것은 아름다움과 추함을 동시에 표출하는
우리 몸의 느낌이다.
우리 삶의 어둠과 맑음을 동시에 조명하는 몸부림이다.
우리에게는 醜를 떠난 美가 없고 美를 떠난 醜가 없다.

美醜!
美醜는 우리의 영원한 마당이다.

## 활동
미추는 1987년 창단공연으로 《지킴이》를 올린다. 이후 미추는 형식보다 정신을 강조한 한국 연극의 정체성 찾기 작업을 지속한다. 1987년부터 미추는 마당놀이 작품을 매년 올린다. 미추 마당놀이의 주된 레퍼토리로는 《심청전》, 《홍길동전》, 《놀부전》 등이 있다. 미추는 이러한 레퍼토리를 활용하여 고전을 현대적으로 패러디한 일련의 마당놀이라는 장르를 우리 땅에 정착시켰다. 또한 1987년부터 지금까지 총 여섯 편이 올라간 창극 역시 우리 연극을 찾으려는 미추의 노력이다. 미추는 판소리의 ‘듣는’ 재미를 연극적 상상력으로 바꾸는 노력을 기울이며 창극의 완성도를 계속 실험하고 있다.
이외 미추의 대표 레퍼토리로는 전통을 현대적 감각으로 계승한 《남사당의 하늘》이 있으며, 체제 비판의 주제 의식이 강한 박조열의 《오장군의 발톱》, 아리엘 도르프만의 《죽음과 소녀》 등이 있다. 아리엘 도르프만과 미추의 인연은 그의 신작 《The Other Side》를 2005년 국내에서 손진책이 연출하는 것으로 이어지고 있다.
1996년 경기도 양주시로 이전하여 200석 규모의 극장과 야외극장 등의 시설이 갖춰진 미추신방을 설립하고, 1998년 연기자 교육 프로그램으로 미추연극학교를 설립하고 미추관현악단을 창립하였다. 이후 미추는 베세토 연극제 참가 등의 해외 활동과 더불어 《허삼관 매혈기》, 《최승희》, 《정글 이야기》, 《벽속의 요정》 등의 신작을 발표하며 왕성한 활동을 하고 있다.

## 작품
- 2009 《김성녀의 벽속의 요정》 작가:배삼식 연출:손진책
- 2009 《리어왕 King Lear》 작가:W.셰익스피어 연출:이병훈
- 2009 《템페스트》  작가:배삼식 연출:손진책
- 2008 《김성녀의 벽속의 요정》 작가:배삼식 연출:손진책
- 2008 《남사당(男寺堂)의 하늘》  작가:윤대성 연출:손진책
- 2008 《리어왕 king Lear》  작가:W.셰익스피어 연출:이병훈
- 2008 《마당놀이 심청》  작가:김지일 연출:손진책
- 2008 《은세계 銀世界》  작가:배삼식 연출:손진책
- 2007 《2007 MBC 마당놀이 쾌걸 박씨》  작가:배삼식 연출:손진책
- 2007 《김성녀의 벽속의 요정》  작가:배삼식 연출:손진책
- 2007 《열하일기만보(熱河日記漫步)》  작가:배삼식 연출:손진책
- 2006 《김성녀의 <벽속의 요정》  작가:배삼식 연출:손진책
- 2006 《MBC 마당놀이 변강쇠》  작가:김지일 연출:손진책
- 2006 《조씨고아》  작가: 연출:티엔친신
- 2006 《주공행장》  작가:배삼식 연출:손진책
- 2005 《THE OTHER SIDE》  작가:A.돌프만 연출:손진책
- 2005 《마포황부자》  작가:배삼식 연출:손진책
- 2005 《벽속의 요정》  작가:배삼식 연출:손진책
- 2005 《철수이야기》  작가:다니엘 키이스 연출:배삼식
- 2004 《뮤지컬 정글이야기》  작가:배삼식 연출:정호붕
- 2004 《빵집》  작가:배삼식 연출:미뉴엘 루트겐홀스트
- 2004 《삼국지》  작가:배삼식 연출:손진책
- 2004 《최승희》  작가:배삼식 연출:손진책
- 2004 《허삼관 매혈기》  작가:배삼식 연출:강대홍
- 2003 《뮤지컬 정글이야기》  작가:배삼식 연출:정호붕
- 2003 《마당놀이 이춘풍전》  작가:김지일 연출:손진책
- 2003 《최승희》  작가:김지일, 배삼식 연출:손진책
- 2003 《허삼관매혈기》  작가:배삼식 연출:강대홍
- 2002 《마당놀이 심청전》  작가:김지일 연출:손진책
- 2002 《한여름밤의 꿈》  작가:박수진(번안) 연출:신용수
- 2001 《마당놀이 변강쇠전》  작가:김지일 연출:손진책
- 2001 《영광의 탈출》작가:박수진 연출:강대홍
- 2001 《히바카리-400년의 초상》  작가:시나카와 마사요시 연출:손진책
- 2000 《마당놀이 춘향전》  작가:김지일 연출:손진책
- 2000 《용병》  작가:박수진 연출:강대홍
- 2000 《MBC 마당놀이 홍길동》  작가:김지일 연출:손진책
- 1999 《그, 불》  작가:김용옥 연출:손진책
- 1999 《MBC 마당놀이 변학도전》  작가:김지일 연출:손진책
- 1999 《춘궁기》  작가:박수진 연출:강대홍
- 1998 《뙤약볕》  작가:박상륭 연출:김광보
- 1998 《MBC 마당놀이 봉이김선달》  작가:김지일 연출:손진책
- 1998 《죽음과 소녀》  작가:A.돌프만 / 번역:허순자 연출:손진책
- 1997 《MBC 마당놀이 애랑전》  작가:김지일 연출:손진책
- 1997 《오장군의 발톱》  작가:박조열 연출:손진책
- 1996 《둥둥 낙랑둥》  작가:최인훈 연출:손진책
- 1996 《봄이오면 산에들에》  작가:최인훈 연출:손진책
- 1996 《사천사는 착한사람》  작가:B.브레히트 번역:윤영선 윤색:엄인희 연출:이병훈
- 1996 《옛날옛적에 훠어이훠이》  작가:최인훈 연출:M.루트겐홀스트
- 1995 《오장군의 발톱》  작가:박조열 연출:손진책
- 1994 《남사당의 하늘》  작가:윤대성 연출:손진책
- 1994 《MBC 마당놀이 심청전》  작가:김지일 연출:손진책
- 1994 《맥베드》  작가:W.세익스피어 연출:K.바비츠키
- 1994 《뺑파전》  작가:김지일 연출:손진책
- 1993 《남사당의 하늘》  작가:윤대성 연출:손진책
- 1993 《홍길동전》  작가:김지일 연출:손진책
- 1992 《MBC 마당놀이 신 이춘풍전》  작가:김지일 연출:손진책
- 1992 《죽음과 소녀》  작가:A.돌프만 번역:허순자 연출:손진책
- 1991 《시간의 그림자》  작가:M.루트겐홀스트 번안:김용옥 연출:M.루트겐홀스트, 김용옥, 손진책
- 1990 《영웅만들기》  작가:김지일 연출:손진책
- 1990 《MBC 마당놀이 춘향전》  작가:김지일 연출:손진책
- 1989 《신이국기》  작가:최인석 연출:손진책
- 1988 《MBC 마당놀이 심청전》  작가:김지일 연출:손진책
- 1988 《오장군의 발톱》  작가:박조열 연출:손진책
- 1987 《MBC 마당놀이 배비장전》  작가:김지일 연출:손진책
- 1987 《지킴이》  작가:정복근 연출:손진책

## 관련 사이트
- 극단 미추